# Теліцино (Торжоцький район)
Теліцино (рос. Телицино) — присілок в Торжоцькому районі Тверської області Російської Федерації.
Населення становить 5 осіб. Входить до складу муніципального утворення Большесвятцовське сільське поселення.

## Історія
Від 2005 року входить до складу муніципального утворення Большесвятцовське сільське поселення.

## Населення
| 2010 |
| ---- |
| 5    |